# Diamante Hope

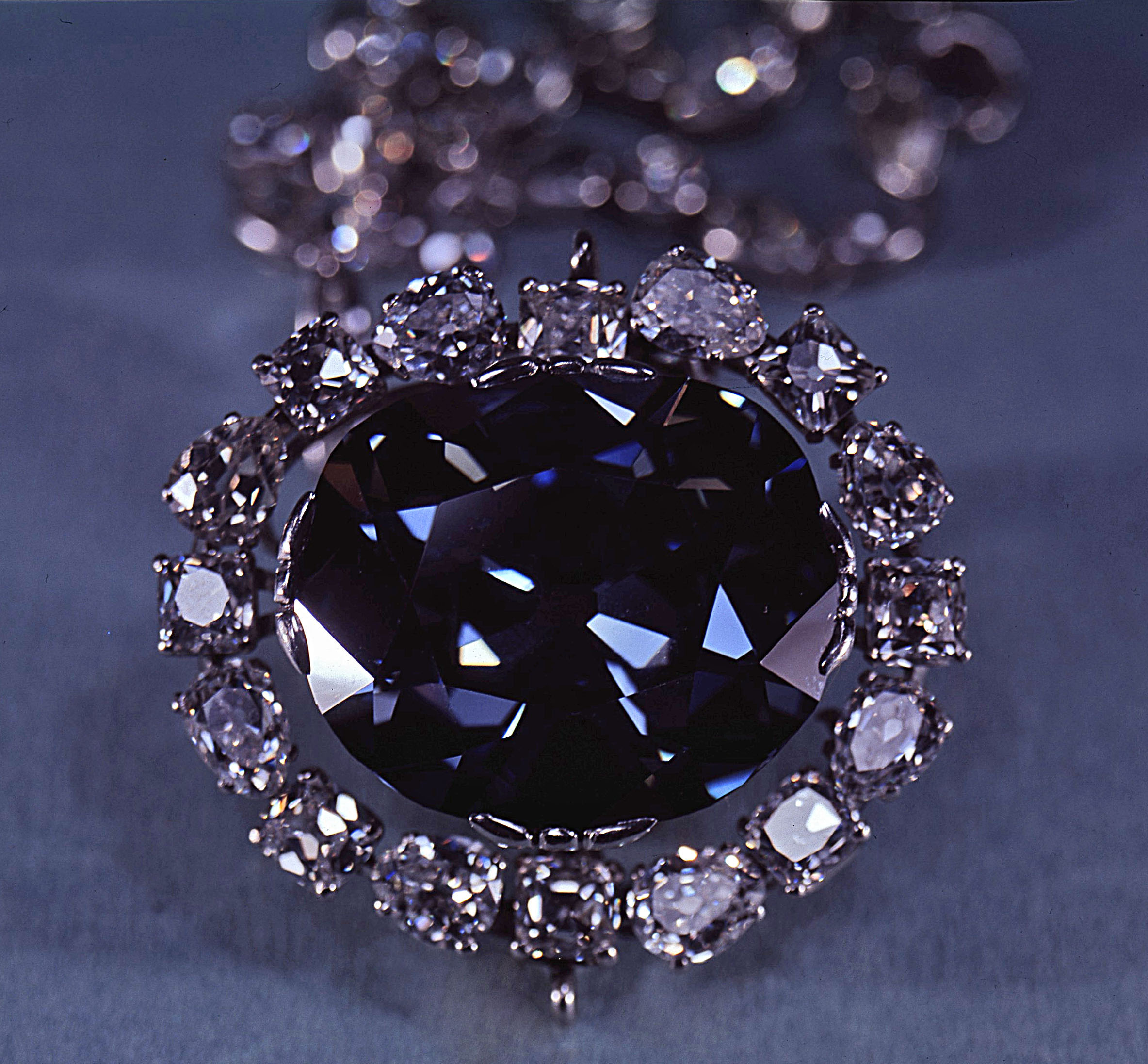
Il diamante Hope nel 1974.

Il diamante Hope, noto anche come blu di Francia, è un celebre diamante di un insolito e profondo colore blu, del peso di 45,52 carati (9,1 grammi), custodito presso lo Smithsonian Museum di Washington.
Deve la sua notorietà non soltanto alla sua eccezionale bellezza, anche se per dimensioni è ampiamente superato da altri diamanti famosi, ma anche alla sua lunga storia e alla fama di portasfortuna d'eccezione: secondo la leggenda, infatti, esso avrebbe portato ai suoi possessori grandi sfortune, causando malattie, morti precoci e disgrazie familiari di ogni tipo.

## Storia e leggenda
Proveniente dalle miniere di Golconda, India, fu acquistato nel 1688 da un mercante francese, Jean-Baptiste Tavernier. Secondo alcuni fu lui stesso a disincastonarlo dall'occhio della statua di un idolo indiano, Rama-Sitra, scatenando l'ira della divinità, che maledisse la pietra e tutti coloro che l'avrebbero posseduta. Subito dopo esserne entrato in possesso, comunque ci fosse riuscito, Tavernier fece bancarotta e tentò di ricostituire la sua fortuna partendo per l'India, ma non giunse mai a destinazione perché morì durante il viaggio.
Il successivo proprietario, il re di Francia Luigi XIV, lo fece tagliare a forma di cuore, riducendone le dimensioni dagli originari 112 a 67,5 carati. Sia lui sia il suo successore, Luigi XV, lo sfoggiarono in numerose occasioni. I due sovrani morirono, rispettivamente a 77 e 64 anni, apparentemente resistendo abbastanza bene ai presunti poteri negativi del diamante ma morendo ambedue tra orribili sofferenze: Luigi XIV a causa della gangrena a una gamba e Luigi XV a causa di una forma di vaiolo estremamente virulenta, tale da determinare l'inizio della decomposizione mentre il sovrano era ancora in vita. 
La pietra era nota all'epoca come "Blu di Francia".
Essa fu quindi portata da Maria Antonietta, che lo unì ad altre pietre preziose a formare una collana; durante la rivoluzione francese il diamante fu passato nelle proprietà della repubblica francese insieme ad altri gioielli e oggetti preziosi. I due sovrani furono decapitati per altri motivi, ma la leggenda li annovera naturalmente tra le vittime del potere nefasto del diamante. Il diamante rimase nel tesoro della corona francese, sotto sequestro, fino al 1792, quando fu rubato dal palazzo del Garde Meuble, il magazzino reale, dove era stato spostato insieme ad altri gioielli di pregio dopo la rivoluzione.
Nella notte dell’11 settembre 1792 infatti, un gruppo di ladri rubò alcuni dei gioielli, tra cui l’Ordine del Toson d’Oro e il Blu di Francia. Esso riapparve a Londra quasi vent'anni dopo, ma era stato tagliato in una gemma più piccola (ma ancora spettacolare), che oggi conosciamo come il Diamante Hope.
Da lì, finì in possesso di Daniel Eliason, Esq., ma nel 1823 il diamante non risultava già più in suo possesso e alcuni ipotizzavano che fosse ora posseduto da Giorgio IV, il re d’Inghilterra. Riapparve di nuovo in possesso di Henry Philip Hope, un ricco banchiere britannico i cui documenti indicano il suo peso a 45,5 carati. Il diamante avrebbe infine preso il suo nome, diventando noto come “Diamante di Hope” o “Hope Diamond”.
Quando Henry Philip Hope morì nel 1839, entrò in possesso dei suoi tre nipoti, finendo infine nelle mani di Henry Thomas un decennio dopo che lo prestò per la mostra al Crystal Palace durante la Grande Esposizione di Londra. Henry Thomas Hope lasciò infine il Diamante Hope a sua moglie Anne Adéle Hope quando morì nel 1862. Anne, a sua volta, decise di lasciare i tesori di famiglia a suo nipote, Francis Hope.
Lord Francis Hope visse in modo stravagante e al di sopra delle sue possibilità, e per evitare la bancarotta offrì il Diamante Hope in vendita nel 1901 al mercante di diamanti londinese Adolf Weil, che vendette il diamante a Joseph Frankel’s Sons & Co. di New York poco dopo. Frankel portò il Diamante Hope a New York e dopo alcune difficoltà finanziarie, lo vendette a Selim Habib, un collezionista di diamanti turco nel 1908. Dopo le proprie difficoltà finanziarie, il diamante fu venduto all’asta nel 1909.
Nel 1910 il gioielliere francese Pierre Cartier acquistò la pietra all'asta e la vendette nel 1911 a Edward Beale McLean, proprietario del Washington Post, che la donò alla moglie. Volendo seguire la tradizione di attribuire al diamante effetti nefasti si possono citare le successive disgrazie occorse a questa famiglia: nell'ordine morirono la madre di McLean, due cameriere e il figlio primogenito di appena dieci anni (investito da un'auto), mentre i coniugi McLean divorziarono. Seguì l'alcolismo del marito che - unito a uno scandalo - lo distrusse definitivamente. La moglie Evelyn decise di "sfidare la sfortuna" e tenne il diamante per sé, continuando a indossarlo finché la figlia non si suicidò nel 1946 con i barbiturici (possiamo aggiungere che nel giorno del suo matrimonio aveva indossato il gioiello della madre). Evelyn morì a sessant'anni di polmonite. Tutti questi eventi sono stati concatenati e correlati, nei racconti popolari e in articoli di giornale, in modo da enfatizzare la loro correlazione con il diamante e la sua presunta capacità di portare sfortuna. Addirittura si può ipotizzare che sia stato lo stesso Cartier a inventare i racconti sulla mala sorte legata alla pietra per affascinare la Mc Lean e indurla all'acquisto della pietra. Infatti in epoca antica non vi sono notizie che leghino tale pietra alla cattiva sorte.
L'ultimo proprietario privato che abbia avuto tra le mani il diamante Hope è stato il gioielliere statunitense Harry Winston, che nel 1958 donò la pietra allo Smithsonian Institute di Washington, dove è custodita, esposta al pubblico in una teca dotata di tutti i più moderni sistemi di sicurezza.

## Nei media
- Il diamante compare come anello nell'episodio 107 della serie anime Le nuove avventure di Lupin III.
- Il diamante compare nel film del 2019 Zombieland: Doppio colpo.
- Compare anche nell'episodio 12 della dodicesima stagione della serie animata South Park.
- Appare nella sigla introduttiva de I Simpson, quando la famiglia entra di nascosto allo Smithsonian per sedersi sul divano.
- Compare nell'episodio 9 della seconda stagione della serie The Last Man on Earth.
- Compare nell’episodio 10 della serie animata Black Butler.